# Keith Johnstone

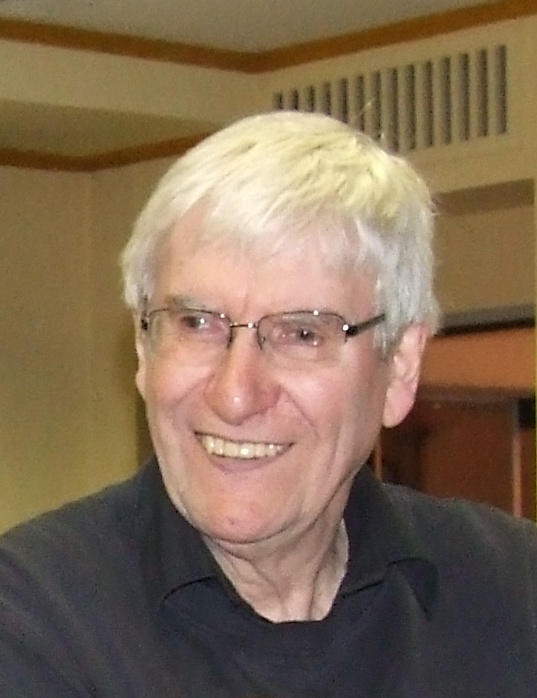
Keith Johnstone, 2008.

Keith Johnstone, född 21 februari 1933 i Devon i Storbritannien, död 11 mars 2023 i Calgary i Alberta i Kanada, var en brittisk-kanadensisk pionjär inom improvisationsteater. Efter en karriär som lärare och dramatiker började Johnstone lära ut drama. Han kritiserade mycket klassisk teaterkonst och menade att den hindrar spontantitet hos skådespelarna, istället för att främja den. Johnstone har skapat en mängd olika övningar och lekar för att tvärtom bejaka spontanitet, och framimproviserade narrativ hos sina skådespelare. På 1960-talet i England grundade han teatergruppen The Theatre Machine, som började ge improviserade föreställningar baserade på Johnstones system och turnerade runt Europa. Denna improvisationsteater har också systematiserats i något han kallar teatersport. På 1970-talet flyttade Keith Johnstone från Storbritannien till Kanada där han grundade the Loose Moose Theatre.  
Teatersport spelas av grupper över hela världen. 1998 grundade Johnstone Theatresports Institute som licenserar grupper som ägnar sig åt någon av Johnstones olika improformer, som Gorillateater, Maestro och The Life Game. 
Johnstone har publicerat två böcker med sina övningar och kommentarer till dessa: Impro från 1979 och Impro for Storytellers från 1999.